# Liste der Geotope im Landkreis Regensburg
Diese Liste enthält die Geotope des oberpfälzer Landkreises Regensburg in Bayern.
Die Liste enthält die amtlichen Bezeichnungen für Namen und Nummern des Bayerischen Landesamt für Umwelt (LfU) sowie deren geographische Lage. Diese Liste ist möglicherweise unvollständig. Im Geotopkataster Bayern sind etwa 3.400 Geotope (Stand März 2020) erfasst. Das LfU sieht einige Geotope nicht für die Veröffentlichung im Internet geeignet. Einige Objekte sind zum Beispiel nicht gefahrlos zugänglich oder dürfen aus anderen Gründen nur eingeschränkt betreten werden.
| Name                                                        | Bild           | Geotop ID | Gemeinde / Lage            | Geologische Raumeinheit | Beschreibung | Fläche m² / Ausdehnung m | Geologie                                                                                   | Aufschlussart                  | Wert               | Schutzstatus                                           | Bemerkung                       |
| ----------------------------------------------------------- | -------------- | --------- | -------------------------- | ----------------------- | --- | ------------------------ | ------------------------------------------------------------------------------------------ | ------------------------------ | ------------------ | ------------------------------------------------------ | ------------------------------- |
| Ehemaliger Steinbruch E von Kleinrampsau                    |                | 375A001   | Regenstauf Position        | Regensburger Wald       | In zwei nebeneinander liegenden Steinbrüchen wurde Quarzporphyr abgebaut. Die Steinbruchsohle ist stark verwachsen und durch verstürzte Granitblöcke schwer zugänglich. | 700 20 × 35              | Typ: Gesteinsart Art: Rhyolith, Granit                                                     | Steinbruch                     | bedeutend          | Landschaftsschutzgebiet                                |                                 |
| Ehemaliger Steinbruch am Schellerberg bei Regenstauf        |                | 375A002   | Regenstauf Position        | Regensburger Wald       | Der große Steinbruch besitzt eine unregelmäßige Bruchwand, die einen Pinitporphyrgang mit 2 Salbändern aufschließt. Das Gestein des Pinitporphyrgangs ist deutlich stärker verwittert als der umgebende Granit. | 2000 50 × 40             | Typ: Gesteinsart Art: Rhyolith, Granit                                                     | Steinbruch                     | bedeutend          | Landschaftsschutzgebiet                                |                                 |
| Felsen in Wulkersdorf                                       |                | 375A003   | Bernhardswald Position     | Regensburger Wald       | Innerhalb eines Bauernhofes sind gefaltete Bändergneise aufgeschlossen. Die hellen Lagen bestehen aus Quarz, Kalifeldspat und Plagioklas, die dunklen Lagen aus Biotit mit Granateinschlüssen. Die Merkmale sind deutlich ausgeprägt. | 250 25 × 10              | Typ: Gesteinsart Art: Biotit, Plagioklas, Gneis                                            | Hanganriss/Felswand            | wertvoll           | kein Schutzgebiet                                      |                                 |
| Ehemaliger Steinbruch W von Plitting                        |                | 375A004   | Bernhardswald Position     | Regensburger Wald       | Der blastomylonitisch überformte, granatführende Körnelgneis weist zahlreiche bis zu 12 cm lange Orthoklas-Einsprenglinge auf (Karlsbader Zwillinge). Der ehemalige Steinbruch ist nahezu unzugänglich sowie mit Unrat verfüllt. Die beschriebenen Merkmale sind kaum mehr zu erkennen. | 6 3 × 2                  | Typ: Gesteinsart Art: Blastomylonit                                                        | Steinbruch                     | bedeutend          | kein Schutzgebiet                                      |                                 |
| Ehemaliger Steinbruch am Mühlberg SW von Hauzendorf         |                | 375A005   | Bernhardswald Position     | Regensburger Wald       | In granodioritischem Körnelgneis liegen Linsen von gebänderten Gneisen und Paragneisschollen sowie einige basische Einschlüsse. | 200 10 × 20              | Typ: Gesteinsart Art: Gneis                                                                | Steinbruch                     | bedeutend          | kein Schutzgebiet                                      |                                 |
| Ehemaliger Steinbruch SE von Beratzhausen                   |                | 375A006   | Beratzhausen Position      | Mittlere Frankenalb     | Im ehemaligen Steinbruch am südlichen Ortseingang von Beratzhausen ist ein Schwammriff der Unteren Frankenalb-Formation angeschnitten. Z. T. deutliche Schichtfugen und einige auffällig geringmächtige Bänke zeichnen den Aufbau der Riffkuppel nach. Diese engständigen Lagen dürften wohl der Unteren Mergelplatte entsprechen, die auch in der gebankten und kalkig entwickelten Treuchtlingen Formation (Malm Delta) auftritt. Dafür, dass es sich bei dem Bereich unter den dünnbankigen Lagen um Malm Gamma handeln könnte – siehe MEYER & SCHMIDT-KALER 1983: Geologischer Führer durch die Altmühlalb – gibt es derzeit keinen Beleg. | 3000 150 × 20            | Typ: Sedimentstrukturen, Gesteinsart Art: Dolomitstein                                     | Steinbruch                     | bedeutend          | kein Schutzgebiet                                      |                                 |
| Steinbruch Niebler E von Hennhüll                           |                | 375A007   | Hemau Position             | Südliche Frankenalb     | Der östliche der ehemals zwei Steinbrüche bei Hennhüll ist noch relativ gut erhalten. Erschlossen sind ca. 15 m Platten- und Bankkalke. Bei den zwischen die Plattenkalke eingeschalteten Bankkalke handelt es sich zum einen um 6 Horizonte sogenannter Krummer Lagen wie auch um Schuttkalk und Breistein-Bänke. Diese Ausprägung der Painten-Formation wird als Hennhüll-Subformation bezeichnet. Auch wenn die Wände langsam verstürzen und in der Vegetationsperiode zahlreiche Büsche dei Sicht versperren ist dieser Aufschluss insgesamt aber noch in einem sehr guten Zustand, so dass nicht nur die Wände noch offen stehen, sondern über weite Strecken auch noch die Schichtoberflächen zu sehen sind, auf denen die jeweiligen Abbausohlen angelegt worden sind. | 5000 100 × 50            | Typ: Typlokalität, Gesteinsart, Sedimentstrukturen Art: Kalkstein                          | Steinbruch                     | wertvoll           | kein Schutzgebiet                                      |                                 |
| Ehemaliger Steinbruch am Hütberg bei Deuerling              |                | 375A009   | Deuerling Position         | Mittlere Frankenalb     | Der westliche Felshang des Hütberges ist meist nur undeutlich gebankt, es sind jedoch zwei Bänke zu erkennen, die der Unteren und Oberen Mergelplatte entsprechen könnten. Der Treuchtlinger Marmor liegt hier in einer kleinen Schichtfazieswanne innerhalb des Parsberger Riffzuges. | 800 40 × 20              | Typ: Schichtfolge Art: Kalkstein                                                           | Steinbruch                     | wertvoll           | Landschaftsschutzgebiet, FFH-Gebiet, Vogelschutzgebiet |                                 |
| Kletterfelsen von Schönhofen                                | weitere Bilder | 375A010   | Nittendorf Position        | Südliche Frankenalb     | Aufgeschlossen ist über grauen Delta-Dolomitwänden ein dünnes Band aus gebanktem Epsilon-Dolomit. Darüber liegt weißer Bretterdolomit des Oberen Malm. Die Felswände am Prallhang der Schwarzen Laaber werden als Klettergebiet genutzt. | 5000 250 × 20            | Typ: Schichtfolge, Felswand/-hang Art: Dolomitstein                                        | Hanganriss/Felswand            | wertvoll           | kein Schutzgebiet                                      |                                 |
| Ehemaliger Tagebau NW von Kittenrain                        |                | 375A011   | Bach an der Donau Position | Regensburger Wald       | Hier wurde früher der Kittenrainer Flussspatgang oberflächlich im Tagebau abgebaut. Aufschlüsse im Nebengestein (Granit) sind noch vorhanden, Reste von Flussspat sind als Lesesteine zu finden. | 200 20 × 10              | Typ: Mineralien, Tagebau Art: Granit, Gangmineralisation                                   | Tagebau                        | bedeutend          | Landschaftsschutzgebiet                                |                                 |
| W Steinbruch am Scheuchenberg SE von Sulzbach a. d. Donau   |                | 375A013   | Bach an der Donau Position | Dungau                  | Auf der Südseite des Scheuchenberges gibt es mehrere ehemalige Steinbrüche in Winzergesteinen der Donaustörung. Der westlichste Bruch ist gut zugänglich und kaum verstürzt. Hier sind mehrfach tektonisch brekziierte und mit Quarz wieder verheilte, hydrothermal veränderte, rötliche, feinkörnige Biotit-Granite aufgeschlossen. | 20000 200 × 100          | Typ: Gesteinsart, Metamorphes Gefüge, Störung Art: Meta, Granit, Kristallinbreccie         | Steinbruch                     | bedeutend          | Landschaftsschutzgebiet, FFH-Gebiet                    |                                 |
| Steinbruch am Spindelbach ENE von Grünthal                  |                | 375A014   | Wenzenbach Position        | Regensburger Wald       | Aufgeschlossen sind inhomogene Diatexite, die an dieser Stelle von Homogenisierung weniger erfasst wurden und gut geschieferte Biotit-Cordierit-Gneise darstellen, im Kontakt mit einem feinkörnigen Zweiglimmergranit der Randfazies. | 60 12 × 5                | Typ: Gesteinsart, Kontakt, Metamorphes Gefüge Art: Gneis, Granit, Migmatit                 | Steinbruch                     | bedeutend          | Landschaftsschutzgebiet                                |                                 |
| Ehem. Steinbruch Eckl N Bügerl                              |                | 375A015   | Hemau Position             | Südliche Frankenalb     | Im ehemaligen Steinbruch Eckl nördlich von Bügerl befindet sich heute ein Schießstand. In der dahinter befindlichen, noch offenen Bruchwand stehen ca. 5 m mächtige Bankkalke der tieferen Painten-Formation an, in die zwei Krumme Lagen mit jeweils ca. 1 m Mächtigkeit eingeschaltet sind. | 4000 100 × 40            | Typ: Gesteinsart Art: Kalkstein                                                            | Steinbruch                     | wertvoll           | Naturpark                                              |                                 |
| Steilkante im Laubenhartgrund                               |                | 375A016   | Hemau Position             | Südliche Frankenalb     | Im steilen Anstieg an der Ostseite des Laubenhartgrundes stehen ca. 10 m Kieselkalke und Plattensilex an, die in einem kleinen Abbau abgebaut worden sind. Dieses Vorkommen (das Typusprofil der Tangrintel-Formation) ist jedoch heute weitgehend verstürzt und verwachsen, so dass nur noch an wenigen Stellen Anstehendes herauskommt. Die Angabe Malm Epsilon, Schichtkalk ist als Notbehelf zu sehen, da aktuell korrekte Angabe zur Geologie in der Schlüsselliste nicht hinterlegt ist | 300 30 × 10              | Typ: Typlokalität, Gesteinsart Art: Kieselkalkstein                                        | keine Angabe                   | wertvoll           | Landschaftsschutzgebiet                                |                                 |
| Ehem. Steinbruch am Kollerhof SE von Dinau                  |                | 375A019   | Kallmünz Position          | Mittlere Frankenalb     | Der Aufschluss ist ein Referenzprofil der Ebenwies-Subformation der Torleite-Formation. Die Angabe Malm Epsilon, Schichtkalk unter Geologische Beschreibung ist nicht korrekt. Sie wurde nur verwendet, da das Feld ein Pflichtfeld ist und die korrekte Angabe Torleite-Formation bzw. Ebenwies-Subformation der Torleite-Formation in den Schlüssellisten nicht vorliegt. | 10000 100 × 100          | Typ: Standard-/Referenzprofil, Schichtfolge Art: Kalkstein                                 | Steinbruch                     | wertvoll           | Landschaftsschutzgebiet                                |                                 |
| ehem. Steinbruch WNW von Krippersberg                       |                | 375A020   | Wolfsegg Position          | Mittlere Frankenalb     | Langgezogener auflässiger Steinbruch in den basalen Bereichen der Regensburg-Formation (Regensburger Grünsandstein). Der Steinbruch ist weitgehend verwachsen und verfallen. Stellenweise ist aber der Grünsandstein noch anstehend erschlossen. Entlang des schmalen Ackerstreifens westlich des Aufschlusses finden sich immer wieder herausgeackerte Gesteinsbrocken aus Grünsandstein mit darin aufgearbeitem Plattenkalk der Ebenwies-Subformation oder solche aus Kalken in deren Klüften Grünsandstein auftritt. Diese Gesteine stammen aus dem unmittelbaren Transgressionsbereich des Oberkreidemeeres über die von Weißjura-Kalken aufgebaute damalige Landoberfläche. | 7500 250 × 30            | Typ: Schichtfolge, Gesteinsart Art: Kalksandstein                                          | Steinbruch                     | bedeutend          | Landschaftsschutzgebiet, FFH-Gebiet, Vogelschutzgebiet |                                 |
| Plattenkalkentnahme N von Brunn                             |                | 375A023   | Brunn Position             | Mittlere Frankenalb     | Die Plattenkalkenahme am Zeinberg N von Brunn wurde zu Forschungszwecken durch Herrn Dr. Röper (Solnhofen) angelegt und hat zahlreiche Fossilien geliefert. Eine Zusammenstellung darüber gibt Röper & Rothgänger (1999) Die Plattenkalke von Bronn. Unbefugtes Betreten der Fossilfundstelle ist nicht erlaubt! Die Wannensedimente von Brunn mit Platten- (unten) und Bankkalken (oben) gehören in die Ebenwies-Subformation der Torleite-Formation und sind ein Referenzprofil dieser Subformation. Die Angabe Schichtkalk Malm Epsilon ist ein Notbehelf, da die Schlüssellisten im BIS bis dato die korrekte Zuordnung nicht erlauben. | 2500 50 × 50             | Typ: Tierische Fossilien, Standard-/Referenzprofil Art: Kalkstein                          | sonstiger Aufschluss           | besonders wertvoll | kein Schutzgebiet                                      |                                 |
| Ehem. Sandgrube auf der Girnitz                             |                | 375A024   | Duggendorf Position        | Mittlere Frankenalb     | In der Sandgrube auf der Girnitz wurden bis in die 1950er Jahre Lockersandsteine und Sande der Schutzfels-Formation für den lokalen Bedarf abgebaut. Die unsortierten, gut gerundeten Quarzsande mit einem Größtkorn von etwa 8 mm sind bereichweise silikatisch gebunden. Diese harten Partien wurden nicht abgebaut und bilden daher heute kleine Quarzitfelsen in der leider durch allerlei Unrat vermüllten ehemaligen Sandgrube. Solche Quarzite waren (zumindest solange bis sie durch die Flurbereinigung großräumig beseitigt wurden) auf der Oberfläche der Frankenalb häufig anzutreffen. Diese verwitterungsresistenten Relikteblöcke – losgelöst von ihrem ursprünglichen Gesteinsverband und einem Ausgangsgestein nicht eindeutig zuordenbar – werden gemeinhin als Kallmünzer bezeichnet. Die Quarzitfelsen in der Sandgrube auf der Girnitz sind Kallmünzer im anstehenden Gestein und können daher der Schutzfels-Formation zugeordnet werden. | 1800 60 × 30             | Typ: Gesteinsart Art: Quarzit, Quarzsandstein, Sand                                        | Kiesgrube/Sandgrube            | wertvoll           | Landschaftsschutzgebiet                                |                                 |
| Ehem. Gneisbruch am Refberg NE von Refthal                  |                | 375A025   | Altenthann Position        | Regensburger Wald       | Der aufgelassene Steinbruch am Refberg erschließt einen körnigen anatektischen Biotitgneis (entstanden aus teilweise aufgeschmolzenem Granit), der häufig größere Einschlüsse von Orthoklas (Alkalifeldspat) enthält und deswegen auch als Körnelgneis bezeichnet wird. Zwischen dem westlich gelegenen Parkplatz an der St 2650 und dem Steinbruchgelände wurde ein gangförmiges Diorit-Vorkommen kartiert. Es ist durch Lesesteine belegbar. Die von ANDRITZKY (1968) beschriebenen Pegmatitgänge waren 2015 im Steinbruchgelände nicht (mehr) aufgeschlossen. | 500 20 × 25              | Typ: Metamorphes Gefüge, Gesteinsart Art: Gneis                                            | Steinbruch                     | wertvoll           | Landschaftsschutzgebiet                                |                                 |
| Höhlenburg Loch                                             |                | 375A026   | Nittendorf Position        | Südliche Frankenalb     | Die Höhlenburg Loch ist eine von nur zwei Höhlenburgen in Bayern (die zweite liegt in Stein a.d. Traun in Oberbayern). Der untere, flachere Teil des Burgareals liegt in Plattendolomiten, die dem Velburg-Horizont zuzurechnen sind. Die steile Wand, an deren Basis die (Wohn-)Höhlen auftreten wird von Massendolomiten der Mittleren Frankenalb Formation gebildet. | 3600 120 × 30            | Typ: Gesteinsart, Karst-Halbh./Naturbrücke, Felsburg Art: Dolomitstein                     | Höhle                          | bedeutend          | Landschaftsschutzgebiet, FFH-Gebiet, Vogelschutzgebiet |                                 |
| Goldene Haube                                               |                | 375A027   | Beratzhausen Position      | Südliche Frankenalb     | Der Dolomit der Frankenalb-Formation kann im Zuge der Verwitterung, ausgehend von Klüften im Gestein, in seine sandkorngroßen, goldgelbe Einzelkriställchen zerfallen. Der dadurch entstehende Dolomitsand wurde früher im Bereich der Alb zum Mauern verwendet. An der Goldenen Haube entstanden beim Abgraben dieses Sandes entlang der Klüfte, Strukturen die an Wände und Räume erinnern. Dies führte zu zwei Sagen, nach denen die Goldene Haube die Reste eines verfluchten Schlosses sein sollen. Die massigen Dolomite der Frankenalb-Formation entstanden aus Schwammriffen. Durch die Verwitterung werden die Konturen dieser Schwämme als Hohlformen herauspräpariert. Dabei entsteht eine unruhige, löchrig wirkende Oberfläche der Massendolomite, die man in den Mauern der Goldenen Haube sehr schön erkennen kann. Vor allem in den Winkeln und Ecken der Goldenen Haube füllen die Dolomitsande auch heute noch die Klüfte aus, so dass man dort sehr schön sehen kann, wie der massive Fels fließend in lockeren Sand übergeht. | 900 30 × 30              | Typ: Gesteinsart, Kluft, Steinbruch/Grube Art: Dolomitstein                                | Kiesgrube/Sandgrube            | bedeutend          | Landschaftsschutzgebiet                                |                                 |
| Ehemaliger Steinbruch SE von Ebenwies                       |                | 375G001   | Pettendorf Position        | Mittlere Frankenalb     | Der helle Kalkstein (Riffschuttkalke des Oberen Kimmeridge) des ehemaligen Steinbruchs Ebenwies lieferte das Baumaterial für die Walhalla. Die Bruchwände zeigen großflächig Bohrlöcher und Spuren der Seilsägearbeiten, mit denen die Kalksteinblöcke von der Wand gelöst wurden. Romantisch überwachsene Ruinen der früheren Werksgebäude sind noch erhalten. Von den hohen Bruchwänden fernbleiben! Im Mittel-Kimmeridge von Ebenwies begann die erste größere Plattenkalk-Entwicklung, deren bekannteste Vertreter die jüngeren Plattenkalke von Solnhofen (Unter-Tithon) sind. | 800 80 × 10              | Typ: Steinbruch/Grube, Schichtfolge Art: Dolomitstein, Kalkstein                           | Steinbruch                     | wertvoll           | Landschaftsschutzgebiet, FFH-Gebiet, Vogelschutzgebiet |                                 |
| Ehemalige Flussspatgrube NW von Kittenrain                  |                | 375G002   | Bach an der Donau Position | Regensburger Wald       | Ein etwa 2 m mächtiger und 450 m langer Flussspat-Quarz-Gang wurde nach mehreren historischen Betriebsperioden (seit 1496 belegt) im sogenannten Schönfärbigen Bergwerk (Name der Grube seit 1703) hauptsächlich von 1970 bis 1994 aufgefahren und weitgehend abgebaut. Es wurde violetter und hellgrüner Flussspat, Quarz und Hornstein gewonnen. Die Grube Kittenrain kann heute als Schaubergwerk besichtigt werden. | 100 10 × 10              | Typ: Stollen Art: Granit                                                                   | Tunnel/Stollen/Schacht         | bedeutend          | Landschaftsschutzgebiet                                |                                 |
| Ehemalige Flussspatgrube Sulzbach II                        |                | 375G003   | Donaustauf Position        | Regensburger Wald       | Die Grube im Donaustaufer Flussspatrevier baute von 1918 bis 1960 einen anfangs bis 6 m, später um 2 m mächtigen Flussspatgang im Granit über drei Stollen und ein Gesenk ab. Über Tage wurde der Gang in einem tiefen Schurf, der sich 200 m den Berg hoch zieht, abgebaut. | 200 100 × 2              | Typ: Stollen, Mineralien, Schichtfolge Art: Granit, Gangmineralisation                     | Tunnel/Stollen/Schacht         | wertvoll           | Landschaftsschutzgebiet, FFH-Gebiet                    |                                 |
| Schürfgrubenfeld SW von Kohlstadt                           |                | 375G004   | Sinzing Position           | Südliche Frankenalb     | Das große Schürfgrubenfeld rührt vom ehemaligen Abbau von Bohnerzen her. Die zahllosen kleinen Mulden und Halden sind in dem Gelände, das weitgehend frei von Unterholz und moosbewachsen ist, sehr gut zu erkennen. | 180000 600 × 300         | Typ: Pinge/nfeld Art: Kalkstein                                                            | kein Aufschluss                | wertvoll           | Bodendenkmal                                           |                                 |
| Pinge bei Reichenstetten                                    |                | 375G005   | Sinzing Position           | Südliche Frankenalb     | Am NW-Rand von Reichenstetten befand sich in den 1950er Jahren der Rauhlochschacht, ein Schrägstollen, über den Braunkohle gefördert wurde. Die heutige Pinge ähnelt einer Doline. | 3600 60 × 60             | Typ: Stollen, Pinge/nfeld Art: Kalkstein, Braunkohle                                       | Pinge                          | bedeutend          | kein Schutzgebiet                                      |                                 |
| Räuberhöhle N von Etterzhausen                              |                | 375H001   | Nittendorf Position        | Mittlere Frankenalb     | Die großräumige Höhle dient als Ausflugsziel. Sie besitzt zwei (im Felshang gelegene) Eingänge. Das Gestein im Inneren der Höhle ist z. T. mit Flechten bewachsen. | 250 50 × 5               | Typ: Karst-Horizontalhöhle Art: Dolomitstein                                               | Höhle                          | bedeutend          | kein Schutzgebiet                                      |                                 |
| Bachmühlbachquellen bei Bachmühle                           | weitere Bilder | 375Q001   | Hemau Position             | Südliche Frankenalb     | Die Quelle ist am Schwäbisch-Fränkischen Lineament angelegt. Der Wasseraustritt erfolgt aus mehreren tiefen Trichtern am Bachgrund. Die Schüttung (ca. 100 l/s) ist für eine Karstquelle außerordentlich konstant. | 1750 350 × 5             | Typ: Störungsquelle Art: Dolomitstein, Kalkstein                                           | kein Aufschluss                | wertvoll           | Naturdenkmal, Landschaftsschutzgebiet                  |                                 |
| Hohe Felsen N von Beratzhausen                              |                | 375R001   | Beratzhausen Position      | Mittlere Frankenalb     | Der Hohe Fels nördlich von Beratzhausen ist die südwestliche Flanke eines Schwammriffs aus der Unteren Frankenalb-Formation. Weitständige Schichtfugen in den auf den ersten Blick massig erscheinenden Dolomiten zeichnen das Einfallen der Rifflanken nach Südwesten nach. Etwa auf halber Höhe des Hohen Felses betonen einige auffällig geringmächtige Bänke ganz besonders dieses Einfallen. Diese engständigen Lagen dürften einer der beiden Mergelplatten (wahrscheinlich der Unteren) entsprechen, die auch in der gebankten und kalkig entwickelten Treuchtlingen Formation (Malm Delta) auftreten. Die Schwarze Laber biegt unmittelbar vor dem Hohen Fels aus der Nordwest-Südost-Richtung in die Nordost-Südwest-Richtung um. Das eigentliche Riffzentrum liegt in der südöstlichen Fortsetzung des Tales. | 5000 100 × 50            | Typ: Felsburg, Schichtfolge Art: Dolomitstein                                              | Hanganriss/Felswand            | wertvoll           | kein Schutzgebiet                                      |                                 |
| Burgberg in Wolfsegg                                        | weitere Bilder | 375R002   | Wolfsegg Position          | Mittlere Frankenalb     | Die Burg Wolfsegg steht auf einem kleinen Inselberg, der an drei Seiten vom Wolfsegger-Trockental begrenzt wird. Im Osten wird er vom eigentlichen Talanstieg durch eine flache Einmuldung getrennt, die wohl einem früheren Talniveau entspricht. Aufgebaut wird der Burgberg von deutlich gebankten Dolomitsteinen der Pottenstein-Formation (Bernhof-Subformation). Im Berg unterhalb der Burg befindet sich ein Höhlensystem. Dieses ist nicht öffentlich zugänglich, der Zugang ist durch ein vergittertes Tor versperrt. | 2500 50 × 50             | Typ: Felsburg, Karst-Schacht-&Horizontalhöhle Art: Dolomitstein                            | Hanganriss/Felswand            | bedeutend          | Naturdenkmal                                           |                                 |
| Schloßberg von Kallmünz                                     | weitere Bilder | 375R003   | Kallmünz Position          | Mittlere Frankenalb     | Die dolomitisierten Riffkomplexe des höheren Malm Delta und Epsilon wurden hier durch Naab und Vils in einmaliger Weise freigelegt. | 60000 300 × 200          | Typ: Felswand/-hang, Sedimentstrukturen Art: Dolomitstein                                  | Hanganriss/Felswand            | bedeutend          | Landschaftsschutzgebiet, FFH-Gebiet                    |                                 |
| Ponor-Doline SE von Neuhof                                  |                | 375R004   | Brunn Position             | Mittlere Frankenalb     | Die Doline steht über einen knapp 400 m langen Graben mit dem Polje von Neuhof – Zeinberg – Wischenhofen in Verbindung. Über das Schluckloch dieser Doline wird bei Starkregenereignissen oder bei der Schneeschmelze im südlichen Abschnitt in großer Teil des Polje von Wischenhofen-Neuhof in den Untergrund entwässert. Vor allem im Westen und Südwesten finden sich weitere Dolinen. Nur wenige Meter südlich der Südwand der Doline setzt ein weiterer tief eingeschnittener Graben ein. Dieser führt an seiner Sohle zahlreiche weitere Dolinen und reicht bis nach Brunn. | 2500 50 × 50             | Typ: Doline Art: Dolomitstein                                                              | kein Aufschluss                | bedeutend          | kein Schutzgebiet                                      |                                 |
| Felswand mit Höhle am Weitzenberg W von Kallmünz            |                | 375R005   | Kallmünz Position          | Mittlere Frankenalb     | In der imposanten Felswand liegt eine 7 m lange Höhle (Lage des Höhleneingangs: R4496438/H5446826). Die Höhle folgt einer Kluft. Dort wo die Kluft noch nicht ausgeräumt ist, endet die Höhle. Die Kluft streicht etwa NW-SE. Die Wand selbst wird aus den weitständig gebankten Dolomiten der Bernhof-Subformation der Pottenstein-Formation gebildet. Die Fugen zwischen den einzelnen Bänken liegen waagerecht und zeigen KEINEN Kuppelbau. Auch treten keine Bereiche auf, in denen Bänke vollständig verschmolzen sind und die Wand ungegliedert erscheint. Die Wand wird in erster Näherung von drei Bänken mit Mächtigkeiten von mehreren Metern aufgebaut. Zwischen diese schieben sich dünnere Bänke (im Bereich um 1 m), die z. T. auch Hohlkehlen bilden. Einige der Bänke verschmelzen auch abschnittsweise zu einer dann jeweils entsprechend dickeren Bank. Oberhalb der Felswand treten die Riesenbänke z. T. treppenartig gestuft den gesamten Hang bis zur markanten Verflachung bei etwa 440 m NN auf. Auch unterhalb er Wand sind immer wieder gebankte Dolomit erschlossen, deren Bankstärken aber selten mehr als 1,5 m erreichen. | 500 50 × 10              | Typ: Felswand/-hang, Karst-Halbh./Naturbrücke Art: Dolomitstein                            | Hanganriss/Felswand            | bedeutend          | kein Schutzgebiet                                      |                                 |
| Felsen am Eichenberg N von Kallmünz                         |                | 375R006   | Kallmünz Position          | Mittlere Frankenalb     | Der Sockel des Eichenbergs besteht im SW aus gebankten Dolomiten der Pottenstein-Formation, die im Hanganstieg immer wieder kleinere Kanzeln und Stufen bilden. Im NE wird er von Massendolomiten der Unteren Frankenalb-Formation aufgebaut. Darüber folgt mit dem nur wenige Meter mächtigen Velburg-Horizont ein dünnbankiges Schichtpaket. Oberhalb dieses Horizonts erheben sich die massigen, hellen Dolomite der Mittleren Frankenalb-Formation bis zu 20 m senkrecht empor. Der Velburg-Horizont unterscheidet sich durch seine Dünnbankigkeit auffällig sowohl von der dickbankigen Pottenstein-Formation, wie auch der massigen Frankenalb-Formation und überdeckt sowohl die gebankte, wie auch die massige Fazies. Daher ist er ein regional wichtiger Leithorizont, der es z. B. auch erlaubt die Untere von der Mittleren Frankenalb-Formation abzutrennen. | 60000 200 × 300          | Typ: Felswand/-hang, Schichtfolge Art: Dolomitstein                                        | Hanganriss/Felswand            | bedeutend          | Naturschutzgebiet, FFH-Gebiet                          |                                 |
| Galgenberg bei Regenstauf                                   |                | 375R007   | Regenstauf Position        | Mittlere Frankenalb     | Das Juragestein ist von typischer Vegetation (Trockenrasengesellschaft) bewachsen. Die ehemaligen Aufschlüsse sind weitestgehend verfallen. | 22500 150 × 150          | Typ: Felswand/-hang, Schichtfolge, Störung Art: Kalkstein                                  | Steinbruch                     | wertvoll           | Naturdenkmal, Landschaftsschutzgebiet                  |                                 |
| Regenstaufer Schlossberg                                    |                | 375R008   | Regenstauf Position        | Mittlere Frankenalb     | Der vergruste Kristallgranit weist Orthoklaseinsprenglinge von bis zu 10 cm Kantenlänge auf. | 1500 50 × 30             | Typ: Felswand/-hang Art: Granit                                                            | Hanganriss/Felswand            | bedeutend          | Landschaftsschutzgebiet                                |                                 |
| Riesensprung NW von Drackenstein                            |                | 375R009   | Regenstauf Position        | Regensburger Wald       | Die im Volksmund auch als Druidenstein bezeichnete Felsformation soll zur Zeit der Markomannen als Thing-Stätte gedient haben. Es handelt sich um wollsackartige Granitblöcke. | 32 8 × 4                 | Typ: Wollsackbildung Art: Granit                                                           | Block                          | bedeutend          | Naturdenkmal, Landschaftsschutzgebiet                  |                                 |
| Kürner Schlossberg                                          |                | 375R010   | Bernhardswald Position     | Regensburger Wald       | Ein breiter Pinitporphyrgang bildet das Fundament des Schlosses. Er ist in Felspartien am Südhang gut aufgeschlossen. Der Gang sitzt im Kristallgranit 1, aus dem die meisten der Wollsäcke im Park bestehen. | 10000 100 × 100          | Typ: Felswand/-hang, Wollsackbildung Art: Rhyolith, Granit                                 | Hanganriss/Felswand            | wertvoll           | kein Schutzgebiet                                      |                                 |
| Granitfels in Kürn                                          |                | 375R011   | Bernhardswald Position     | Regensburger Wald       | Auf Privatgrund befinden sich zwei große übereinander getürmte Granitfelsblöcke. Auffallend sind die typische Wollsackverwitterung und Feldspateinsprenglinge. | 36 6 × 6                 | Typ: Felsturm/-nadel, Wollsackbildung Art: Granit                                          | Hanganriss/Felswand            | wertvoll           | kein Schutzgebiet                                      |                                 |
| Galgenberg SE von Beratzhausen                              |                | 375R012   | Beratzhausen Position      | Mittlere Frankenalb     | Die tafelbergartigen Felsbastionen im Nordosten gehören zur Südwestflanke einer Riffkuppel, das eigentliche Riffzentrum und die Nordostflanke sind nicht erschlossen. Die nach Südwesten abfallenden Bänke zeigen Mächtigkeiten im Meterbereich, aber manchmal auch darunter. Die Schichtflächen sind sehr deutlich entwickelt. Die Felsen südwestlich davon (bis zur Eisenbahnbrücke) sind im Gegensatz dazu auffällig schroff mit zahlreichen Spitzen und Schratten. Dies wird durch (mindestens) zwei Kluft- oder Störungsrichtungen verursacht, die sich hier kreuzen. Die einzelnen Schollen zwischen den Trennflächen werden durch die Verwitterung entsprechend bizarr herauspräpariert. | 1600 40 × 40             | Typ: Felswand/-hang Art: Dolomitstein                                                      | Hanganriss/Felswand            | bedeutend          | Naturdenkmal, Landschaftsschutzgebiet, FFH-Gebiet      |                                 |
| Felsfreistellung 1 SSE von Beratzhausen                     |                | 375R013   | Beratzhausen Position      | Mittlere Frankenalb     | Die Felswand nordöstlich vom Wasserwerk im Tal der Schwarzen Laber wird von Dolomiten der Frankenalb-Formation aufgebaut. Das eindrucksvolle Felsgebilde des Jura ist von einem artenreichen Laubmischwald umwachsen. | 1200 60 × 20             | Typ: Felswand/-hang Art: Dolomitstein                                                      | Hanganriss/Felswand            | geringwertig       | Naturdenkmal                                           |                                 |
| Felsfreistellung 2 SSE von Beratzhausen                     |                | 375R014   | Beratzhausen Position      | Südliche Frankenalb     | Die Felsfreistellung nordwestlich vom Wasserwerk an der Schwarzen Laber gehört zum Südwestflügel einer Riffkuppel im Dolomit der Frankenalb-Formation. Am Fuß der Nordwestwand der Felsfreistellung befindet sich eine kleine Höhle. Oberhalb der Felsformation liegen drei Ringwälle keltischen Ursprungs. | 1000 20 × 50             | Typ: Felswand/-hang Art: Dolomitstein                                                      | Hanganriss/Felswand            | bedeutend          | Landschaftsschutzgebiet, FFH-Gebiet                    |                                 |
| Sixenfelsen bzw. Hundstein in Beratzhausen                  |                | 375R015   | Beratzhausen Position      | Mittlere Frankenalb     | In der Steilwand entlang der Staatsstraße 2294 zwischen südlichem Ortseingang von Beratzhausen und der kleinen Gewerbefläche ist ein Schwammriffkomplex der Unteren Frankenalb-Formation angeschnitten. Häufig undeutliche Schichtfugen in den auf den ersten Blick massig erscheinenden Dolomiten zeichnen den Aufbau des Riffkomplexes nach. Im Fußbereich der Felswand, sowie ungefähr auf halber Höhe betonen zwei Bänder mit auffällig geringmächtigen Bänken ganz besonders das flache Auf und Ab der Schichten. Diese engständigen Lagen dürften wohl der Unteren, bzw. der Oberen Mergelplatte entsprechen, die auch in der gebankten und kalkig entwickelten Treuchtlingen Formation (Malm Delta) auftritt. Für eine Zugehörigkeit in den Malm Gamma (MEYER & SCHMIDT-KALER 1983) gibt es derzeit keinen Beleg. | 4500 150 × 30            | Typ: Felswand/-hang, Schichtfolge Art: Dolomitstein                                        | Hanganriss/Felswand            | bedeutend          | Naturdenkmal, FFH-Gebiet                               |                                 |
| Felskuppe mit Hiaslhöhle S von Beratzhausen                 |                | 375R016   | Beratzhausen Position      | Südliche Frankenalb     | Die kleine rund acht Meter hohe Felskuppe der Hiaslhöhle wird von Massendolomit der Frankenalb-Formation aufgebaut. Zahlreiche Klüfte durchziehen den horizontal nur wenig gegliederten Block. Entlang einer dieser Klüfte ist die Hiaslhöhle, eine niedrige, nur wenige Meter lange Höhle, entstanden. Der Eingang zur Höhle ist zur Hälfte mit Steinen zugebaut. Diese Barriere erlaubt aber trotzdem den Blick in den kleinen Hohlraum. Der Name Hiaslhöhle geht darauf zurück, dass von 1924 bis 1948 dort ein Einsiedler wohnte, der Hiasl genannt wurde. | 100 20 × 5               | Typ: Felskuppe, Karst-Horizontalhöhle Art: Dolomitstein                                    | Felshang/Felskuppe             | bedeutend          | Landschaftsschutzgebiet                                |                                 |
| Der gelbe Felsen SE von Schönhofen                          | weitere Bilder | 375R018   | Sinzing Position           | Mittlere Frankenalb     | Laut ND-Liste handelt es sich hier um das schönste und eindrucksvollste Felsgebilde des Landkreises im Bereich des Jura. Die Felsen sind reich an Fossilien und umgeben von großen freien Wildrasenflächen. Das vielbesuchte Ausflugsziel wird auch von Kletterern genutzt. (Kalkbänke des Malm Epsilon über massigen Dolomiten des Malm Delta). | 10000 200 × 50           | Typ: Felsburg, Schichtfolge Art: Kalkstein, Dolomitstein                                   | Hanganriss/Felswand            | wertvoll           | Naturdenkmal                                           |                                 |
| Pfalzlbauernberg SE von Schönhofen                          |                | 375R019   | Nittendorf Position        | Mittlere Frankenalb     | Den Fuß des Berges bilden tafelbankige Delta-Dolomite mit erkennbaren Schwammstrukturen. Überlagert werden sie von Malm-Epsilon, zunächst mit wenigen Metern heller Kalkbänke. Erst dann steigt eine weiße Massenkalkmauer mit undeutlicher horizontaler Gliederung senkrecht empor. Der Aufschluss ist reich an Fossilien. | 600 30 × 20              | Typ: Felsturm/-nadel, Schichtfolge Art: Kalkstein, Dolomitstein                            | Hanganriss/Felswand            | wertvoll           | FFH-Gebiet, Vogelschutzgebiet                          |                                 |
| Felsen mit Maihöhle bei Hardt                               |                | 375R020   | Nittendorf Position        | Südliche Frankenalb     | Die typische Jurafelsformation besitzt zwei kleine Höhlen. Einzelne Felswände werden als Kletterfelsen genutzt. | 1400 70 × 20             | Typ: Felswand/-hang, Karst-Horizontalhöhle Art: Kalkstein                                  | Hanganriss/Felswand            | bedeutend          | Naturdenkmal                                           |                                 |
| Felsfreistellung mit Räuberhöhle SE von Etterzhausen        |                | 375R021   | Sinzing Position           | Mittlere Frankenalb     | Die Felswand weist drei kleinere Halbhöhlen auf. | 300 15 × 20              | Typ: Felswand/-hang, Karst-Halbh./Naturbrücke Art: Dolomitstein                            | Hanganriss/Felswand            | bedeutend          | kein Schutzgebiet                                      |                                 |
| Osterstein NW von Pielenhofen                               |                | 375R022   | Brunn Position             | Mittlere Frankenalb     | Die beeindruckende Felswand am rechten Naabufer ist über Wanderwege zugänglich. | 14000 200 × 70           | Typ: Felswand/-hang, Karst-Horizontalhöhle Art: Kalkstein                                  | Hanganriss/Felswand            | bedeutend          | Naturschutzgebiet                                      |                                 |
| Burgberg von Donaustauf                                     |                | 375R023   | Donaustauf Position        | Dungau                  | Der Burgberg ist ein markanter Härtling und Aussichtspunkt am Donaurandbruch. Aufgebaut wird er von dunkelrötlichbraunen Brekzien des Rotliegenden. Gute Aufschlüsse liegen hinter der Kirche und am Übergang von der Vorburg zur Hauptburg. | 120000 400 × 300         | Typ: Härtling, Gesteinsart Art: Breccie                                                    | Hanganriss/Felswand            | wertvoll           | FFH-Gebiet                                             |                                 |
| Felshang mit Höhle 100 m S von der Sinzinger Autobahnbrücke | weitere Bilder | 375R024   | Pentling Position          | Südliche Frankenalb     | Die eindrucksvolle, steil aufragende Felswand weist zahlreiche Aushöhlungen auf. | 500 20 × 25              | Typ: Felswand/-hang, Karst-Halbh./Naturbrücke Art: Kalkstein                               | Hanganriss/Felswand            | bedeutend          | Naturschutzgebiet, FFH-Gebiet                          |                                 |
| Opferstein im Heilingholz SW von Bruckbach                  |                | 375R025   | Brennberg Position         | Regensburger Wald       | Über eine größere Fläche verstreut liegen mehrere wollsackartige Kristallgranitblöcke. Namensgebend war die Hohlform auf einem der Blöcke. | 100 10 × 10              | Typ: Wollsackbildung, Karren/-felder Art: Granit                                           | Block                          | bedeutend          | Naturdenkmal, Landschaftsschutzgebiet                  |                                 |
| Wollsackbildung S von Frankenberg                           |                | 375R026   | Brennberg Position         | Regensburger Wald       | Im Blockmaterial finden sich Feldspateinsprenglinge mit einer Kantenlänge bis zu 10 cm. | 2500 50 × 50             | Typ: Wollsackbildung Art: Granit                                                           | Block                          | bedeutend          | Landschaftsschutzgebiet                                |                                 |
| Burgberg bei Brennberg                                      | weitere Bilder | 375R027   | Brennberg Position         | Regensburger Wald       | Der Granit zeigt große Feldspateinsprenglinge. Er diente als Baumaterial für die Burg. | 10000 100 × 100          | Typ: Felswand/-hang Art: Granit                                                            | Hanganriss/Felswand            | bedeutend          | Naturdenkmal                                           |                                 |
| Wollsackbildung am Eichelberg SSE von Bruckbach             |                | 375R028   | Brennberg Position         | Regensburger Wald       | Im Kristallgranit I sind Feldspateinsprenglinge mit einer Kantenlänge bis zu 7 cm zu finden. | 200 20 × 10              | Typ: Wollsackbildung Art: Granit                                                           | Block                          | bedeutend          | Landschaftsschutzgebiet                                |                                 |
| Hohe Wand N von Alling                                      |                | 375R029   | Sinzing Position           | Mittlere Frankenalb     | Die mächtige Jurafelsformation weist zahlreiche Aushöhlungen sowie eine Halbhöhle auf. Die steile Felswand wird z. T. als Kletterfelsen genutzt. | 1200 30 × 40             | Typ: Felswand/-hang Art: Kalkstein                                                         | Hanganriss/Felswand            | bedeutend          | Naturdenkmal, Landschaftsschutzgebiet                  |                                 |
| Schutzfelsen NW von Pentling                                | weitere Bilder | 375R032   | Pentling Position          | Südliche Frankenalb     | Am Schutzfels (am östlichen Donauufer zwischen Schwalbennest und Fohlenhof) ist die Typlokalität der Schutzfels-Formation aufgeschlossen. In einer in der Unterkreidezeit gebildeten Karsthohlform in massigen Kalksteinen liegen die tonig-sandigen Ablagerungen der Schutzfels-Formation. Da diese leicht verwittern hat sich in diesem Bereich eine Halbhöhle gebildet, die Schutz vor Wetterunbilden bietet (daher der Name Schutzfelsen). Das Dach dieser Halbhöhle bildet der Grünsandstein der Regensburg-Formation, an dessen Basis ein Transgressionskonglomerat entwickelt ist. | 200 20 × 10              | Typ: Felswand/-hang, Typlokalität, Schichtfolge, Diskordanz Art: Sandstein, Kalkstein, Ton | Hanganriss/Felswand            | besonders wertvoll | Naturschutzgebiet, FFH-Gebiet                          | Bayerns schönste Geotope Nr. 56 |
| Dacherlfelsen N von Matting                                 |                | 375R033   | Pentling Position          | Südliche Frankenalb     | Der Steilhang am linken Donauufer bietet einen klaren, kaum vegetationsbedeckten Aufschluss. | 7000 100 × 70            | Typ: Felswand/-hang, Schichtfolge Art: Kalkstein, Sandstein                                | Hanganriss/Felswand            | bedeutend          | Naturschutzgebiet, FFH-Gebiet, Vogelschutzgebiet       |                                 |
| Alte Donau WSW von Pfatter                                  | weitere Bilder | 375R034   | Pfatter Position           | Dungau                  | Der Verlauf des alten Donaumäanders ist deutlich zu erkennen, der Prallhang ist erhalten. Hier ist eine enorme Artenvielfalt an Feuchtgebietsvegetation sowie eine reiche Vogelwelt anzutreffen. | 150000 1500 × 100        | Typ: Mäander Art: Schotter                                                                 | kein Aufschluss                | bedeutend          | Naturschutzgebiet, FFH-Gebiet, Vogelschutzgebiet       |                                 |
| Doline im Schlüsselkorbtal W Altmannshof                    |                | 375R038   | Hemau Position             | Südliche Frankenalb     | kleine Doline mit Anstehendem in den Massendolomiten, die sich vom Eichlberg herunter bis ins Zentrum des Tales ziehen. Zwei alte Eichen, dei in der Doline wachsen machen diese schon von Weitem sichtbar. Stratigraphie: Weißjura, rezent | 100 10 × 10              | Typ: Doline Art: Dolomitstein                                                              | Doline/Erdfall                 | bedeutend          | kein Schutzgebiet                                      |                                 |
| Schlucht Teufelsgesperr NW von Hirschling                   |                | 375R039   | Regenstauf Position        | Regensburger Wald       | Der Hausbach hat sich nordwestlich von Hirschling teils klammartig in den Kristallgranit I eingeschnitten. Zum Teil ist Wollsackverwitterung an den Felsfreistellungen zu sehen, auf den umgebenen Anhöhen finden sich weitere wollsack- verwitterte Granitblöcke. Im Bachbett finden sich häufig herausgewitterte Feldspäte. Die Schlucht ist nur im unteren (südlichen) Bereich durch einen nicht markierten Pfad erschlossen. | 25000 500 × 50           | Typ: Schlucht Art: Granit                                                                  | Prallhang/Flussbett/Bachprofil | wertvoll           | kein Schutzgebiet                                      |                                 |